# Le Mohican
Le Mohican ist ein Mafiafilm von Frédéric Farrucci. Der Thriller mit Alexis Manenti in der Hauptrolle als korsarischer Ziegenhirte, der Ärger mit der Mafia bekommt, feierte Anfang September 2024 bei den Internationalen Filmfestspielen von Venedig seine Premiere. Der Kinostart in Frankreich erfolgte im Februar 2025.

## Handlung

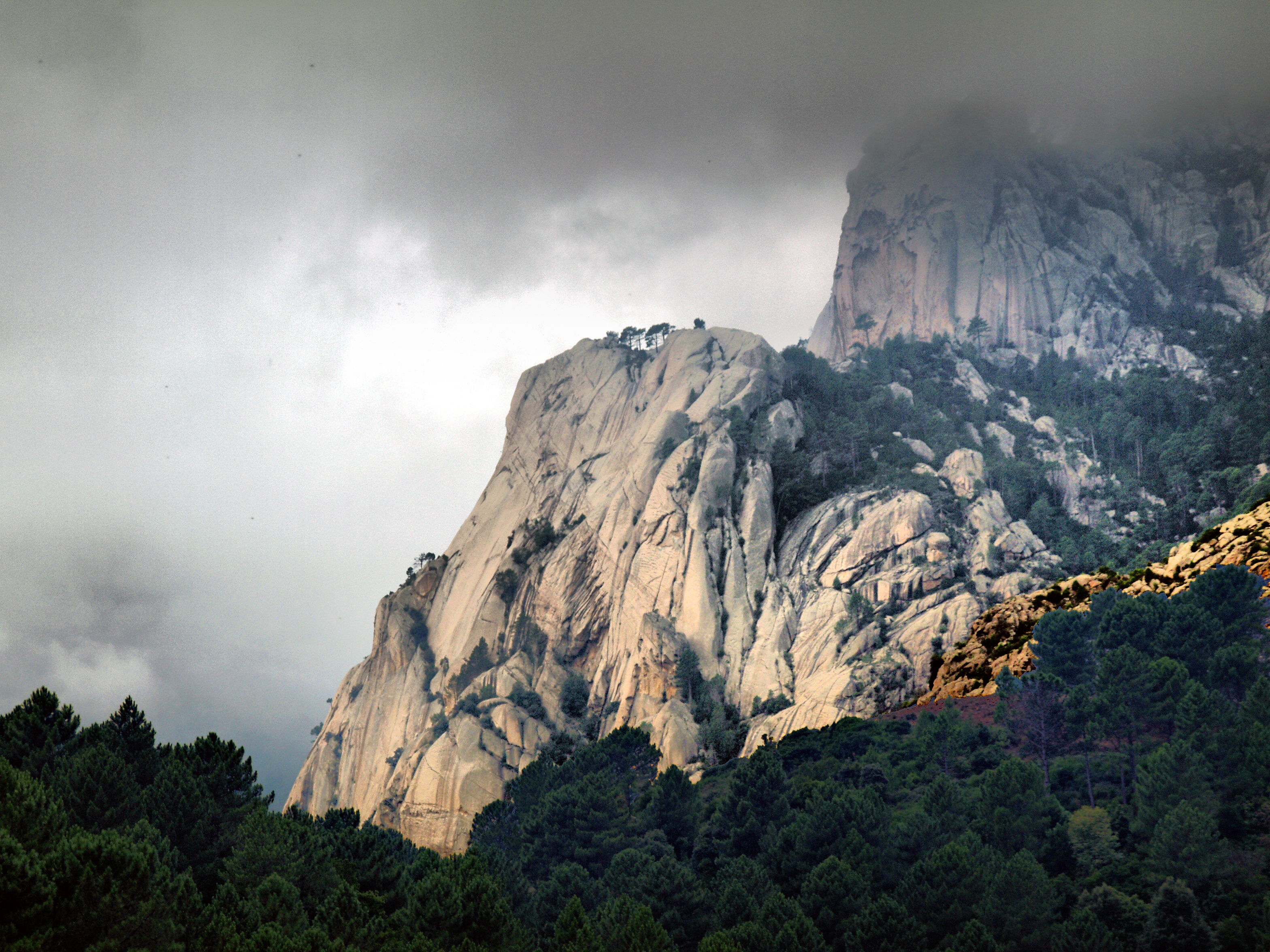
Joseph flüchtet in den Norden der Insel Korsika

An der Küste von Korsika am Golf von Santa Manza im Sommer: Joseph ist einer der letzten Hirten, die an der Küste im Süden der Insel arbeiten. Von einem Freund wird er „der letzte Mohikaner“ genannt. Sein Land wird von der Unterwelt für ein Immobilienprojekt begehrt, doch Joseph will es nicht hergeben. Seine Nachbarn haben ihr Land bereits an sie verkauft, weil sie Angst vor der Mafia haben und wissen, dass man zu deren Leuten nicht Nein sagt. Joseph jedoch weigert sich beharrlich.
Als die Mafia einen ihrer Männer schickt, um den Ziegenhirten einzuschüchtern, tötet er diesen versehentlich mit einer Mistgabel. Daraufhin wird Joseph gnadenlos gejagt. Er muss in den Norden der Insel flüchten, doch Menschen, die ihm helfen wollen, werden getötet.
Seine Nichte Vannina, die über die Feiertage aus Paris zu Besuch auf der Insel ist, macht auf das Schicksal ihres Onkels aufmerksam. Sie hat das nötige technische Geschick, um aus ihm unter dem Hashtag #LastMohican einen Social-Media-Helden zu machen mit Tausenden von Followern. Daraufhin entwickelt sich unter der Bevölkerung Korsikas ein nicht für möglich gehaltener Widerstand.

## Produktion

### Filmstab und Besetzung
Regie führte Frédéric Farrucci, der auch das Drehbuch schrieb. Es handelt sich bei Le Mohican um seinen zweiten Spielfilm nach La Nuit venue von 2019. „Es ist die Geschichte eines Mannes, der [...] ‚Nein‘ sagt. Er hält keine politische Rede, er sagt nur ‚Nein, das kann ich nicht‘“, so Farrucci über seinen Protagonisten, den Hirten Joseph.
Farrucci besetzte die Hauptrolle mit Alexis Manenti, bekannt aus Filmen wie Die Wütenden – Les Misérables und The Rapture. Théo Frimigacci spielt den Mafioso Xavier Pietri. Mara Taquin ist in der Rolle von Josephs Nichte Vannina, kurz „Vanni“, zu sehen. Weiter auf der Besetzungsliste findet sich Michel Ferracci, der Michel spielt.

### Dreharbeiten und Filmmusik
Gedreht wurde sechs Wochen lang in den Alta Rocca auf Korsika. Die Dreharbeiten wurden im Mai 2023 beendet. Als Kamerafrau fungierte Jeanne Lapoirie. Sie drehte bereits zuvor auf der Mittelmeerinsel den Film Rückkehr nach Korsika von Catherine Corsini und war zuletzt für Im letzten Sommer, L’île rouge und Sur la branche tätig.
Die Filmmusik komponierte der französische Musiker Rone. Anfang Februar 2025 veröffentlichte InFiné das sechs Musikstücke umfassende Soundtrack-Album im Extended Play als Download.

### Veröffentlichung
Die Premiere von Le Mohican fand am 1. September 2024 bei den Internationalen Filmfestspielen von Venedig statt, wo der Film in der Sektion Orizzonti Extra gezeigt wurde. Anfang November 2024 wurde der Film beim Internationalen Filmfestival Thessaloniki vorgestellt und hiernach beim
Stockholm International Film Festival. Im Januar 2025 wurde der Film beim Tromsø International Film Festival gezeigt. Am 12. Februar 2025 kam der Film in die französischen Kinos. Im Juni 2025 wurde er beim Sydney Film Festival vorgestellt. Ende August, Anfang September 2025 wird Le Mohican beim Festival des deutschen Films gezeigt.

## Rezeption

### Kritiken

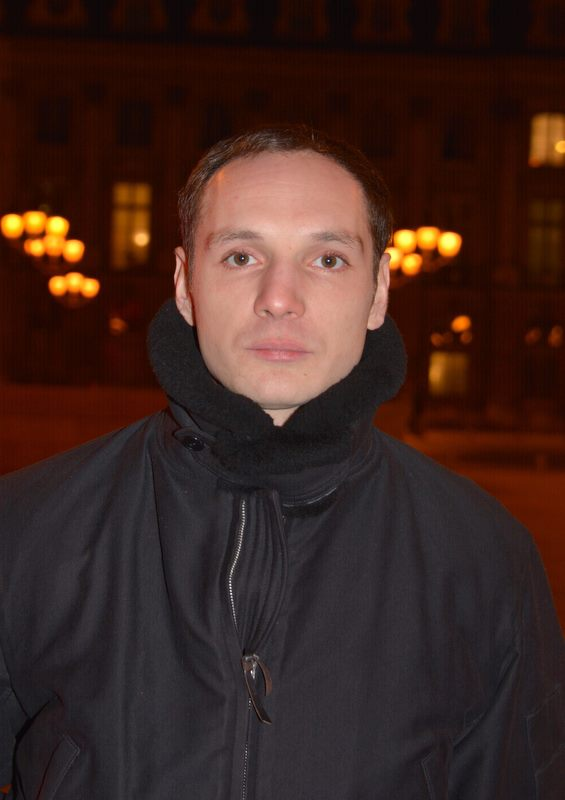
Alexis Manenti spielt Joseph

Fabien Lemercier vom Online-Filmmagazin Cineuropa beschreibt Le Mohican als einen hervorragenden Genrefilm und eine Hommage an den Western, der zweifelsohne jedes Publikum ansprechen wird. In dieser zeitgenössischen Variante des klassischen Kampfes zwischen David und Goliath werde eine packende und äußerst körperliche Überlebensgeschichte eines Mannes erzählt, der überhaupt nichts von einem Helden hat, aber dank des Echoraums der digitalen Welt nach und nach zu einem wird.
Simon Eberhard schreibt in seiner Kritik für outnow.ch, mit 90 Minuten komme Frédéric Farruccis Film sehr straight auf den Punkt, was auch gut so sei, da die etwas dünne Geschichte nicht viel mehr hergibt für eine längere Spielzeit. Die schönen Landschaftsaufnahmen seien ein Plus in einem unterhaltsamen Film, der allerdings inhaltlich ein wenig oberflächlich bleibt. Alexis Manenti bestätige als Don't-fuck-with-me-Ziegenhirte, dass er mit einer Knarre in der Hand auch einen „Good Guy“ spielen kann. Wäre Le Mohican ein Hollywoodfilm und vielleicht 20 oder 30 Jahre zuvor produziert worden, wäre die Rolle etwas für Harrison Ford gewesen, so Eberhard. Anders als in seinen vorherigen Filmen spiele Manetti nun den Sympathieträger. Sein Joseph verströme einen gutmütigen Charme des Typen, der mit allen gut auskommt, solange ihn niemand in die Enge treibt.

### Auszeichnungen
Internationales Filmfestival Thessaloniki 2024
- Nominierung im Meet the Neighbors Competition
- Auszeichnung mit dem Fischer Audience Award – Meet the Neighbors+[15][16]